# オトメイトレコード
オトメイトレコードとは、アイディアファクトリーとティームエンタテインメントが共同で発足させた女性向けCDレーベルである。

## 概要
アイディアファクトリーが手掛ける女性向けのゲームブランド『オトメイト』と、ティームエンタテインメントの共同で、2015年5月に発足。
このレーベルの作品がゲーム化したり、逆に、すでにゲームとして発売された作品がキャラクターCD化されたりもする。

## 作品一覧
| タイトル                                | 参加声優                                                                                   | ゲーム化の有無 |
| ピリオドキューブ                        | 岡本信彦、前野智昭、花江夏樹、櫻井孝宏、平川大輔、鳥海浩輔                                 | ◯              |
| PsychicEmotion6                         | 鈴木達央、細谷佳正、梶裕貴、木村良平、諏訪部順一、島﨑信長                                 | ◯              |
| 渇望メソッド                            | 日野聡、岡本信彦、興津和幸、立花慎之介、梶裕貴、柿原徹也                                   | -              |
| 渇望メソッド、梟は夜に哭く              | 日野聡、岡本信彦、興津和幸、立花慎之介、梶裕貴、柿原徹也                                   | -              |
| コノ恋落チルベカラズ                    | 増田俊樹、梅原裕一郎、緑川光、代永翼、羽多野渉、近藤隆                                     | -              |
| Majestical cr[L]own                     | 石川界人、松岡禎丞、羽多野渉、斉藤壮馬、興津和幸、岸尾だいすけ                             | -              |
| KLAP!! 〜Kind Love And Punish〜         | 森久保祥太郎、梶裕貴、立花慎之介、木村良平、岡本信彦                                       | ◯              |
| 椿の堕ちる日                            | 前野智昭、佐藤拓也、八代拓、藤原啓治、近藤孝行、安元洋貴                                   | -              |
| 七怪家族                                | 平川大輔、鳥海浩輔、KENN、小野友樹、下野紘、近藤隆                                         | -              |
| My♥Sweet Hubby                          | 石川界人、平川大輔、下野紘、木村良平、興津和幸、浪川大輔                                   | -              |
| もんだいフード★モンスターズ             | 中澤まさとも、岡本信彦、鳥海浩輔、柿原徹也、木村良平、谷山紀章                             | -              |
| Private Tactics                         | 花江夏樹、小林裕介、平川大輔、野島健児、天﨑滉平、日野聡                                   | -              |
| BRIDE of PRINCE                         | 柿原徹也、梅原裕一郎、木村良平、小野友樹、田丸篤志、鳥海浩輔                               | -              |
| 和奇伝愛                                | 梶裕貴、平川大輔、櫻井孝宏、柿原徹也、木村良平、津田健次郎                                 | -              |
| 和奇伝愛 永恋詩                         | 梶裕貴、平川大輔、櫻井孝宏、柿原徹也、木村良平、津田健次郎、立花慎之介、前野智昭、杉田智和 | -              |
| Theatrium 虚像の庭                      | 岡本信彦、内田雄馬、保志総一朗、興津和幸、森嶋秀太、石川界人                               | -              |
| ラブネットチューン                      | 興津和幸、中澤まさとも、KENN、村瀬歩、西山宏太朗、森久保祥太郎                             | -              |
| RUNLIMIT                                | 石川界人、梶裕貴、木村良平、平川大輔、岡本信彦、浪川大輔                                   | -              |
| 恋色始標                                | 前野智昭、梅原裕一郎、古川慎、興津和幸、中澤まさとも、佐藤拓也                             | -              |
| 恋色始標 Sweet Days                     | 前野智昭、興津和幸、江口拓也、佐藤拓也、中澤まさとも、梅原裕一郎、古川慎                   | -              |
| 俺様レジデンス ―西園寺三兄弟―           | 武内駿輔、八代拓、斉藤壮馬                                                                 | -              |
| 俺様レジデンス ―有栖川 VS 西園寺―       | 武内駿輔、八代拓、斉藤壮馬、木村良平、前野智昭、石川界人                                   | -              |
| 俺様レジデンス CRAZY×ALIVE!!            | 武内駿輔、八代拓、斉藤壮馬、木村良平、前野智昭、石川界人                                   | -              |
| 俺様レジデンス ―LOVE or FATE―           | 武内駿輔、八代拓、斉藤壮馬、木村良平、前野智昭、石川界人、森久保祥太郎                     | -              |
| おとどけカレシ                          | 木村良平、前野智昭、田丸篤志、八代拓、蒼井翔太、興津和幸                                   | -              |
| おとどけカレシ - More Love -            | 木村良平、八代拓、前野智昭、梅原裕一郎、KENN、田丸篤志、蒼井翔太、興津和幸                 | -              |
| おとどけカレシ ―Extra Memories―         | 木村良平、前野智昭、田丸篤志、八代拓、蒼井翔太、興津和幸、梅原裕一郎、KENN、中島ヨシキ     | -              |
| おとどけカレシ ―Character Song― 瀬戸 仁 | 木村良平                                                                                   | -              |
| おとどけカレシ After Time               | 梅原裕一郎、KENN                                                                           | -              |
| おとどけカレシ Cherish                  | 中島ヨシキ、近藤隆、西山宏太郎、寺島拓篤、斉藤壮馬                                         | -              |
| おとどけカレシ ―Sweet Lover―            | 木村良平、前野智昭、八代拓、興津和幸、田丸篤志、蒼井翔太                                   | -              |
| 君恋シグナル                            | 古川慎、佐藤拓也、中澤まさとも                                                             | -              |
| SCRAMBLE BIRTH DAY                      | 木村良平、KENN、斉藤壮馬、梅原裕一郎、浜田賢二                                             | -              |